# 柏拉圖 (巴克特里亞)

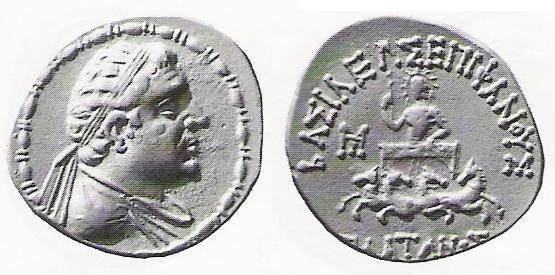
柏拉圖的錢幣.
正面： 柏拉圖的肖像，並戴上象徵王權的頭帶.
反面： 太陽神赫利俄斯駕著四馬金車，並以希臘文： ΒΑΣΙΛΕΩΣ ΕΠΙΦΑΝΟΥΣ ΠΛΑΤΩΝΟΣ，即「國王·神顯者柏拉圖的」。

柏拉圖（神顯者）（Πλάτων , 前二世紀中期人物 ），是希臘-巴克特里亞王國國王，他統治巴克特里亞南方或帕洛帕米薩達一帶。從柏拉圖的錢幣中，當時他年紀約在中年，猜測他可能是歐克拉提德一世的親屬，很可能是他的兄弟。
當地希臘人有自己的紀元方式，一些柏拉圖的錢幣上頭刻著MZ，即47年，可能是耶槃那紀年，如果耶槃那紀元以前186年作為開端，柏拉圖統治期間可能為約在前140年間，這年代也符合一些學者的錢幣考古推論。學者Bopearachchi認為柏拉圖統治約在前145年-前140年間，因為他的錢幣並沒有在阿伊·哈努姆這座城市遺跡發現，這座城市是在歐克拉提德一世期間遭到摧毀。

## 來源
- "The Shape of Ancient Thought. Comparative studies in Greek and Indian Philosophies" by Thomas McEvilley (Allworth Press and the School of Visual Arts, 2002) ISBN 1-58115-203-5
- "Buddhism in Central Asia" by B.N. Puri (Motilal Banarsidass Pub, January 1, 2000) ISBN 81-208-0372-8

| 可能的前任： 歐克拉提德一世 | 巴克特里亞統治者 （巴克特里亞王國，或是其屬國） | 可能的繼任： 歐克拉提德二世 |